# Torneo Godó 1989
Il Torneo Godó 1989 è stato un torneo di tennis giocato sulla terra rossa. È stata la 37ª edizione del Torneo Godó,
che fa parte del Nabisco Grand Prix 1989. Si è giocato al Real Club de Tenis Barcelona di Barcellona in Spagna, dal 18 al 24 settembre 1989.

## Campioni

### Singolare
Andrés Gómez ha battuto in finale  Horst Skoff con il punteggio di 6–4, 6–4, 6–2

### Doppio
Gustavo Luza /  Christian Miniussi hanno battuto in finale  Sergio Casal /  Tomáš Šmíd con il punteggio di 6–3, 6–3